# Понка (индейская резервация)
Понка (англ. Ponca Reservation) — индейская резервация племени понка, основная территория которой расположена на северо-востоке штата Небраска, США. Состоит полностью из трастовых земель.

## История
Во время первого контакта с европейцами понка обитали близ устья реки Найобрэра на севере штата Небраска. К концу XVIII века они начали получать от торговцев большое количество европейских товаров. В 1817 году подписали первый договор с американским правительством, а в 1825 году был подписан ещё один договор, по которому на территории понка  позволялось жить только торговцам, а племя, в свою очередь, обязалось передавать нарушителей на суд Соединённым Штатам. В 1858 году племя продало свои охотничьи угодья правительству США, получив резервацию на своей исторической территории, что было подтверждено договором 1865 года.
В 1868 году американские власти заключили договор с сиу и передали им резервацию понка, совершенно не учитывая договор с последними в 1865 году. В 1876 году президент США Улисс Грант решил разрешить ситуацию, в одностороннем порядке приказав депортировать понка на Индейскую территорию. В начале 1877 года лидеры племени отправились на юг, чтобы выбрать место для новой резервации. Прибыв на место, они не обнаружили там вождей осейджей, с которыми должны были договориться о выборе территории, поэтому никаких земельных соглашений подписано не было. Стоящий Медведь и другие лидеры понка решили вернуться домой, в Небраску, однако индейский агент им отказал в этом. В феврале группа вождей решила вернуться самостоятельно. С несколькими долларами в кармане, имея при себе лишь по одному одеялу, они за 40 дней самостоятельно вернулись домой в апреле 1877 года, проведя большую часть времени на открытой равнине и пройдя более 800 км. В следующем месяце силами американской армии понка были переселены на Индейскую территорию. В результате смены климата с холодного на жаркий и влажный всего за год умерла почти треть племени. Среди умерших был и сын вождя Стоящего Медведя, который пожелал похоронить его на земле предков, взял кости сына и в январе 1879 года вместе с группой соплеменников отправился в путь. Солдатам приказали перехватить их, арестовать и вернуть назад, но по пути на юг история получила огласку, граждане города Омаха выступили в защиту индейцев, а адвокаты предложили свою помощь. Это в конечном итоге привело к тому, что правительство США предоставило племени две резервации: одну в Небраске и одну в Оклахоме.

## Современное положение
Созданная договором от 12 марта 1858 года и дополнительным договором от 10 марта 1865 года, резервация была восстановлена актом Конгресса США от 2 марта 1899 года. Территория Понки составляла 110,0829 км², в которой проживало 167 человек. Ещё 0,65 км² было отведено для индейского агентства и здания школы.
После Второй мировой войны правительство США начало политику прекращения своих отношений с индейскими племенами. В 1966 году федеральное правительство прекратило существование племени северные понка. Земля была распределена по наделам между членами племени, а оставшаяся территория была продана. Только в 1990 году, почти четверть века спустя, племя понка вновь получила федеральное признание — 31 октября 1990 года президент США Джордж Герберт Уокер Буш подписал Закон о восстановлении племени.

## География
Общая площадь современной резервации Понка составляет всего 0,829 км². Небольшие участки земли, принадлежащие племени, разбросаны в нескольких округах Небраски и Айовы. Резиденция правительства понка расположена в Найобрэре, округ Нокс. В этом же округе находится основной участок резервации Понка.

## Демография
По данным федеральной переписи населения 2010 года, в резервации проживало 10 человек. Согласно федеральной переписи населения 2020 года в резервации проживало 8 человек, насчитывалось 0 домашних хозяйств и 2 жилых дома.
Расовый состав распределился следующим образом: белые — 0 чел., афроамериканцы — 0 чел., коренные американцы (индейцы США) — 3 чел., азиаты — 0 чел., океанийцы — 0 чел., представители других рас — 0 чел., представители двух или более рас — 5 человек; испаноязычные или латиноамериканцы любой расы составили 2 человека. Плотность населения составляла 9,65 чел./км².

## Комментарии
1. ↑  Сам населённый пункт не входит в состав резервации, а является лишь штаб-квартирой племени.